# 1918
Il 1918 (MCMXVIII in numeri romani) è un anno  del XX secolo.

## Eventi
- 8 gennaio: il presidente degli Stati Uniti, Woodrow Wilson, formula un piano di pace noto come Quattordici punti.
- 19 gennaio: a San Pietroburgo (Russia), Lenin ordina ai soldati di sgomberare con la forza i locali dell'Assemblea Legislativa liberamente eletta, dove i Bolscevichi erano risultati minoritari. Inizia la dittatura comunista.
- 1º febbraio: La Russia rivoluzionaria adotta il calendario Gregoriano.
- 11 febbraio: Battaglia di Buccari, episodio navale della prima guerra mondiale, che ispirerà Gabriele D'Annunzio a scrivere la canzone della beffa di Buccari.
- 24 febbraio: l'Estonia si proclama indipendente dalla Russia.
- 3 marzo: Russia e Germania firmano la pace di Brest-Litovsk.
- 10 marzo: Lenin ufficialmente sposta la capitale della Russia da san Pietroburgo a Mosca più lontana dai confini con potenziali nazioni europee nemiche.
- 11 marzo: Napoli subisce un bombardamento (Bombardamento di Napoli del 1918) da parte di un dirigibile tedesco che provoca almeno 20 morti ed oltre 100 feriti.
- 21 marzo: inizia una grande offensiva tedesca sul fronte occidentale, che le forze alleate fermano a stento.
- 21 aprile: viene abbattuto e ucciso Manfred von Richthofen, il Barone Rosso, l'Asso degli Assi, il più grande aviatore di tutti i tempi.
- 23 aprile: il Guatemala dichiara guerra alla Germania
- 24 aprile: terremoto di magnitudo 5.07 in provincia di Bergamo
- 8 maggio: il Nicaragua dichiara guerra all'Austria-Ungheria e alla Germania
- 23 maggio: la Costa Rica dichiara guerra alla Germania
- 29 maggio: le truppe tedesche raggiungono la Marna, ma non sfondano.
- 10 giugno: Luigi Rizzo, della Regia Marina Italiana, compie l'Impresa di Premuda in cui viene affondata la corazzata SMS Szent István (Santo Stefano) della k.u.k. Kriegsmarine, la forza navale austroungarica.
- 19 giugno: durante un'azione di mitragliamento a volo radente sul Montello viene abbattuto e ucciso l'asso dell'aviazione italiana Francesco Baracca, colpito da un biplano austroungarico.
- 12 luglio: Haiti dichiara guerra alla Germania.
- 17 luglio: a Ekaterinburg, lo zar deposto Nicola II, la moglie, i figli e alcuni fedeli vengono uccisi dal commando čekista di Jakov Jurovskij.
- 19 luglio: l'Honduras dichiara guerra alla Germania.
- 9 agosto: dall'aeroporto di San Pelagio presso Padova, alle 05.50 di mattino, Gabriele D'Annunzio con un gruppo di 11 biplani effettua il Volo su Vienna, un volo dimostrativo propagandistico che ha come obiettivo il lancio di volantini patriottici sulla capitale austriaca.
- 13 settembre: a Weesp, nei Paesi Bassi, una sciagura ferroviaria causa la morte di 41 persone.
- 20 settembre: San Pio da Pietrelcina riceve le stigmate.
- 26 settembre: inizia l'offensiva finale delle forze della Triplice Intesa.
- 29 settembre: la Bulgaria firma l'armistizio.
- ottobre: inizia l'epidemia di influenza spagnola. Fino al gennaio 1919 provocherà 600.000 morti solo in Italia.
- 24 ottobre: l'Italia vince la battaglia di Vittorio Veneto contro l'esercito austro-ungarico.
- 28 ottobre: ammutinamento dei marinai della flotta tedesca.
- 30 ottobre: l'Impero Ottomano firma l'armistizio di Moudros.
- 3 novembre: l'Austria-Ungheria firma l'armistizio di Villa Giusti con gli Alleati a Padova.
- 4 novembre: finisce la prima guerra mondiale sul fronte italo-austriaco.
- 9 novembre: l'imperatore della Germania Guglielmo II abdica. Viene proclamata la Repubblica.
- 11 novembre
  - La Germania firma l'armistizio con gli Alleati a Compiègne in Francia: finisce la prima guerra mondiale con la vittoria dell'Intesa sulle potenze centrali.
  - Abdicazione dell'imperatore d'Austria-Ungheria Carlo I (VIII) d'Asburgo-Lorena, che diviene effettiva il 3 aprile 1919. Fine reale del Sacro Romano Impero, cessato nominalmente il 6 agosto 1806, in base al Trattato di Presburgo.
- 12 novembre: viene proclamata la Prima Repubblica austriaca.
- 4 dicembre: Woodrow Wilson si reca a Versailles per i negoziati di pace della prima guerra mondiale, diventando il primo presidente statunitense a recarsi in Europa mentre è in carica.
- 27 dicembre: inizia la grande sollevazione polacca.

## Nati
Ci sono circa 1 510 voci su persone nate nel 1918; vedi la pagina Nati nel 1918 per un elenco descrittivo o la categoria Nati nel 1918 per un indice alfabetico.

## Calendario
| Calendario 1918 | Calendario 1918 | Calendario 1918 | Calendario 1918 | Calendario 1918 | Calendario 1918 | Calendario 1918 | Calendario 1918 | Calendario 1918 | Calendario 1918 | Calendario 1918 | Calendario 1918 | Calendario 1918 | Calendario 1918 | Calendario 1918 | Calendario 1918 | Calendario 1918 | Calendario 1918 | Calendario 1918 | Calendario 1918 | Calendario 1918 | Calendario 1918 | Calendario 1918 | Calendario 1918 | Calendario 1918 | Calendario 1918 | Calendario 1918 | Calendario 1918 | Calendario 1918 | Calendario 1918 | Calendario 1918 | Calendario 1918 | Calendario 1918 |
| --------------- | --------------- | --------------- | --------------- | --------------- | --------------- | --------------- | --------------- | --------------- | --------------- | --------------- | --------------- | --------------- | --------------- | --------------- | --------------- | --------------- | --------------- | --------------- | --------------- | --------------- | --------------- | --------------- | --------------- | --------------- | --------------- | --------------- | --------------- | --------------- | --------------- | --------------- | --------------- | --------------- |
|                 | 1               | 2               | 3               | 4               | 5               | 6               | 7               | 8               | 9               | 10              | 11              | 12              | 13              | 14              | 15              | 16              | 17              | 18              | 19              | 20              | 21              | 22              | 23              | 24              | 25              | 26              | 27              | 28              | 29              | 30              | 31              |                 |
| Gennaio         | Ma              | Me              | Gi              | Ve              | Sa              | Do              | Lu              | Ma              | Me              | Gi              | Ve              | Sa              | Do              | Lu              | Ma              | Me              | Gi              | Ve              | Sa              | Do              | Lu              | Ma              | Me              | Gi              | Ve              | Sa              | Do              | Lu              | Ma              | Me              | Gi              |                 |
| Febbraio        | Ve              | Sa              | Do              | Lu              | Ma              | Me              | Gi              | Ve              | Sa              | Do              | Lu              | Ma              | Me              | Gi              | Ve              | Sa              | Do              | Lu              | Ma              | Me              | Gi              | Ve              | Sa              | Do              | Lu              | Ma              | Me              | Gi              |                 |                 |                 |                 |
| Marzo           | Ve              | Sa              | Do              | Lu              | Ma              | Me              | Gi              | Ve              | Sa              | Do              | Lu              | Ma              | Me              | Gi              | Ve              | Sa              | Do              | Lu              | Ma              | Me              | Gi              | Ve              | Sa              | Do              | Lu              | Ma              | Me              | Gi              | Ve              | Sa              | Do              |                 |
| Aprile          | Lu              | Ma              | Me              | Gi              | Ve              | Sa              | Do              | Lu              | Ma              | Me              | Gi              | Ve              | Sa              | Do              | Lu              | Ma              | Me              | Gi              | Ve              | Sa              | Do              | Lu              | Ma              | Me              | Gi              | Ve              | Sa              | Do              | Lu              | Ma              |                 |                 |
| Maggio          | Me              | Gi              | Ve              | Sa              | Do              | Lu              | Ma              | Me              | Gi              | Ve              | Sa              | Do              | Lu              | Ma              | Me              | Gi              | Ve              | Sa              | Do              | Lu              | Ma              | Me              | Gi              | Ve              | Sa              | Do              | Lu              | Ma              | Me              | Gi              | Ve              |                 |
| Giugno          | Sa              | Do              | Lu              | Ma              | Me              | Gi              | Ve              | Sa              | Do              | Lu              | Ma              | Me              | Gi              | Ve              | Sa              | Do              | Lu              | Ma              | Me              | Gi              | Ve              | Sa              | Do              | Lu              | Ma              | Me              | Gi              | Ve              | Sa              | Do              |                 |                 |
| Luglio          | Lu              | Ma              | Me              | Gi              | Ve              | Sa              | Do              | Lu              | Ma              | Me              | Gi              | Ve              | Sa              | Do              | Lu              | Ma              | Me              | Gi              | Ve              | Sa              | Do              | Lu              | Ma              | Me              | Gi              | Ve              | Sa              | Do              | Lu              | Ma              | Me              |                 |
| Agosto          | Gi              | Ve              | Sa              | Do              | Lu              | Ma              | Me              | Gi              | Ve              | Sa              | Do              | Lu              | Ma              | Me              | Gi              | Ve              | Sa              | Do              | Lu              | Ma              | Me              | Gi              | Ve              | Sa              | Do              | Lu              | Ma              | Me              | Gi              | Ve              | Sa              |                 |
| Settembre       | Do              | Lu              | Ma              | Me              | Gi              | Ve              | Sa              | Do              | Lu              | Ma              | Me              | Gi              | Ve              | Sa              | Do              | Lu              | Ma              | Me              | Gi              | Ve              | Sa              | Do              | Lu              | Ma              | Me              | Gi              | Ve              | Sa              | Do              | Lu              |                 |                 |
| Ottobre         | Ma              | Me              | Gi              | Ve              | Sa              | Do              | Lu              | Ma              | Me              | Gi              | Ve              | Sa              | Do              | Lu              | Ma              | Me              | Gi              | Ve              | Sa              | Do              | Lu              | Ma              | Me              | Gi              | Ve              | Sa              | Do              | Lu              | Ma              | Me              | Gi              |                 |
| Novembre        | Ve              | Sa              | Do              | Lu              | Ma              | Me              | Gi              | Ve              | Sa              | Do              | Lu              | Ma              | Me              | Gi              | Ve              | Sa              | Do              | Lu              | Ma              | Me              | Gi              | Ve              | Sa              | Do              | Lu              | Ma              | Me              | Gi              | Ve              | Sa              |                 |                 |
| Dicembre        | Do              | Lu              | Ma              | Me              | Gi              | Ve              | Sa              | Do              | Lu              | Ma              | Me              | Gi              | Ve              | Sa              | Do              | Lu              | Ma              | Me              | Gi              | Ve              | Sa              | Do              | Lu              | Ma              | Me              | Gi              | Ve              | Sa              | Do              | Lu              | Ma              |                 |

## Premi Nobel
In quest'anno sono stati conferiti i seguenti Premi Nobel:
- per la Fisica: Max Karl Ernst Ludwig Planck
- per la Chimica: Fritz Haber